# Tanytarsus nocticola
Tanytarsus nocticola är en tvåvingeart som beskrevs av Jean-Jacques Kieffer 1911. Tanytarsus nocticola ingår i släktet Tanytarsus och familjen fjädermyggor. Inga underarter finns listade i Catalogue of Life.